# 8세기
8세기는 701년부터 800년까지이다.

## 주요 사건
- 710년 - 겐메이 천황이, 헤이조쿄(현재의 나라)로 천도했다.
- 711년 - 이슬람 장수 타리크 이븐 지야드가 서고트 왕국의 군대를 무찌르고 이베리아반도 대부분을 점령했다.
- 717년 - 이슬람 군대가 콘스탄티노플을 포위했으나 레오 3세의 동로마 제국 군대가 막아냈다. (~718년)
- 720년 - 일본서기가 완성됐다.
- 730년 - 동로마 제국의 레오 3세의 성상 숭배 금지령이 내려졌다.
- 732년 - 투르 푸아티에 전투가 벌어졌다.
- 751년 - 탈라스 전투가 있었다.
- 754년 - 피핀의 기증, 프랑크 왕국의 왕 피핀이 롬바르드 왕국의 영토를 빼앗아 교황 스테파노 2세에게 기증했다.(교황령의 기초)
- 755년 - 안사의 난 (~763년)이 일어났다.
- 763년 - 토번(티베트)의 군대가 당나라의 수도인 장안을 일시적으로 점령했다.
- 787년 - 동로마 제국의 섭정인 이레네가 니케아에서 공의회를 소집해 성상 숭배를 인정했다.
- 793년 - 영국, 홀리 아일랜드에 최초의 바이킹 침입이 발생했다.
- 794년 - 간무 천황, 헤이안쿄(현재의 교토)로 천도했다.
- 797년 - 속일본기가 완성됐다.

## 년대와 년도
| 690년대 | 690 | 691 | 692 | 693 | 694 | 695 | 696 | 697 | 698 | 699 |
| 700년대 | 700 | 701 | 702 | 703 | 704 | 705 | 706 | 707 | 708 | 709 |
| 710년대 | 710 | 711 | 712 | 713 | 714 | 715 | 716 | 717 | 718 | 719 |
| 720년대 | 720 | 721 | 722 | 723 | 724 | 725 | 726 | 727 | 728 | 729 |
| 730년대 | 730 | 731 | 732 | 733 | 734 | 735 | 736 | 737 | 738 | 739 |
| 740년대 | 740 | 741 | 742 | 743 | 744 | 745 | 746 | 747 | 748 | 749 |
| 750년대 | 750 | 751 | 752 | 753 | 754 | 755 | 756 | 757 | 758 | 759 |
| 760년대 | 760 | 761 | 762 | 763 | 764 | 765 | 766 | 767 | 768 | 769 |
| 770년대 | 770 | 771 | 772 | 773 | 774 | 775 | 776 | 777 | 778 | 779 |
| 780년대 | 780 | 781 | 782 | 783 | 784 | 785 | 786 | 787 | 788 | 789 |
| 790년대 | 790 | 791 | 792 | 793 | 794 | 795 | 796 | 797 | 798 | 799 |
| 800년대 | 800 | 801 | 802 | 803 | 804 | 805 | 806 | 807 | 808 | 809 |